# Симмэй-дзукури
Симмэй-дзукури (яп. 神明造り «стиль священной яркости») — древнейший архитектурный стиль главного здания синтоистских храмов в Японии, характерный для Исэ-дзингу в префектуре Миэ и других храмов региона.
Для этого стиля характерны простота, фасад, параллельный коньку двускатной крыши, прямые (а не изогнутые) скаты крыши. Здание окружено верандой с перилами. Для постройки используется неотполированное дерево. Стропила (хафу (яп. 破風)), перекрещиваясь, продолжаются вверх, и образуют характерную форму — тиги (яп. 千木). На крыше, на одинаковом расстоянии друг от друга, расположены горизонтальные брёвна — кацуоги (яп. 堅魚木).
Основные архитектурные элементы этого стиля берут своё начале ещё в период Кофун (III—VI века н. э.), отсюда простота формы. Структура здания напоминает древние амбары с полом на сваях.